# Triton X-100
Il Triton X-100 è un tensioattivo non ionico che ha un gruppo idrofilo di ossido di polietilene (in media ha 9,5 unità di ossido di etilene) e un gruppo lipofilo o idrofobico. Il gruppo idrocarbonico è del tipo 4-(1,1,3,3-tetrametilbutil)-fenil.
È uno dei prodotti presenti nella gamma di detergenti "Pluronic" commercializzati dalla BASF, che si differenziano da Triton X-100 per la presenza di unità di ossido di propilene. A temperatura ambiente è molto viscoso ed è quindi utilizzabile più facilmente dopo essere stato leggermente riscaldato.
Triton X-100 è un marchio registrato di Union Carbide ed è stato acquistato da Rohm & Haas Co.

## Utilizzo
- Detergente comunemente usato nei laboratori di biochimica.
- Può essere impiegato per permeabilizzare le membrane della cellula eucariota.
- È utilizzato in congiunzione con i detergenti come il CHAPS (o il CHAPSO) per solubilizzare le proteine di membrana nel loro stato nativo.
- È usato in quasi tutti i tipi di composti detergenti liquidi, pastosi e in polvere, spaziando da prodotti esclusivamente industriali ai detergenti delicati.
- Può essere usato nella estrazione del DNA come parte della soluzione tampone della "lisi gently" (di solito in una soluzione del 5%).